# Jan Bemmann
Jan Bemmann (* 3. November 1961 in Bremen) ist ein deutscher Prähistorischer Archäologe.

## Lebenslauf
Nach einem Studium der Ur- und Frühgeschichte (im Hauptfach), Mittelalterlichen und Neueren Geschichte sowie Bodenkunde (Nebenfächer) an der Universität Kiel (1981–1989), der Universität des Saarlandes in Saarbrücken und der Universität München erhielt Bemmann ein Promotionsstipendium der Friedrich-Naumann-Stiftung. Mit seiner Dissertation zur „Untersuchung zum jüngeren Komplex des kaiserzeitlichen Opferplatzes von Nydam in Dänemark“ wurde er im Februar 1989 an der Universität Kiel promoviert und erhielt anschließend 1989/90 das Reisestipendium der Römisch-Germanischen Kommission des Deutschen Archäologischen Instituts Berlin. 
1989 führte er im Auftrage des Forschungs- und Technologiezentrums Westküste, Abteilung Küstenarchäologie in Büsum eine Landesaufnahme, Prospektionen und Ausgrabungen in Eiderstedt (Schleswig-Holstein) durch. Daran schloss sich von 1990 bis 1993 ein Postdoktorandenstipendium der Deutschen Forschungsgemeinschaft an. Bemmann wurde 1994 Assistent und dann Oberassistent am Bereich Ur- und Frühgeschichte der Universität Jena. Hier wurde er 2000 habilitiert mit einer Arbeit zu „Mitteldeutschland in der jüngeren römischen Kaiserzeit und Völkerwanderungszeit – eine von den Körperbestattungen ausgehende Studie“. Im Sommer 2004 erhielt er eine Gastprofessur an der Universität Wien und ist seit Wintersemester 2004/2005 Professor für Vor- und Frühgeschichtliche Archäologie an der Universität Bonn. Bemmann kuratierte die Sonderausstellung Steppenkrieger. Reiternomaden des 7.-14. Jahrhunderts aus der Mongolei, die 2012 im LVR-Landesmuseum Bonn gezeigt wurde.

## Mitgliedschaften
- ordentliches Mitglied des Deutschen Archäologisches Instituts und Mitglied der Kommission für Archäologie Außereuropäischer Kulturen.

## Forschungsschwerpunkte und Projekte
Forschungsschwerpunkte
- die Kulturen der Römischen Kaiserzeit und Völkerwanderungszeit in Nord-, Mittel- und Südosteuropa
- die Archäologie des östlich-merowingischen Reihengräberkreises und der frühen Slawen
- Opfergaben und Opferplätze in Mittel- und Nordeuropa
- Waffen und Bewaffnung in frühgeschichtlicher Zeit
- Kulturwandel in Mitteldeutschland von Drusus bis Bonifatius
- Kulturveränderungen auf der Krim im Frühmittelalter

Projekte
- Geoarchäologie in der Steppe. Zur Rekonstruktion von Kulturlandschaften im Orchontal (Zentrale Mongolei)

(mit Henny Piezonka)
- Karakorum (Mongolei) (mit Ernst Pohl)
- Mangup, Krim, Ukraine
- Mitteldeutschland während des 3.–6. Jahrhunderts
- Walberberg (mit Ulrike Müssemeier)
- Geschichte des Bonner Instituts für Vor- und Frühgeschichte (1937–1955)
- Archäologisch/anthropologische Analyse des Gräberfeldes von Lüneburg-Oedeme
- Frühe Slawen in Mitteleuropa (Projekt der Gerda Henkel Stiftung Düsseldorf)

## Schriften (Auswahl)
Bemann verfasst regelmäßig Beiträge in den Arbeits- und Forschungsberichten der Sächsischen Bodendenkmalpflege, Berichten der Römisch-Germanischen Kommission, den Forschungen zur Archäologie im Land Brandenburg, der Germania, dem Reallexikon der Germanischen Altertumskunde und anderen.

### Monographien
- mit Güde Bemmann: Der Opferplatz von Nydam. Die Funde aus den älteren Grabungen. Nydam-I und Nydam-II. 2 Bände. Wacholtz, Neumünster 1998, ISBN 3-529-01827-9 (Rezension von Bitner-Wroblewska in Germania. Bd. 79, 2, 2001, S. 481–487).
- Liebersee. Ein polykultureller Bestattungsplatz an der sächsischen Elbe.
  - mit Wolfgang Ender: Band 1 (= Veröffentlichungen des Landesamtes für Archäologie mit Landesmuseum für Vorgeschichte. 28). Theiss, Stuttgart 1999, ISBN 3-8062-1444-1;
  - Band 3 (= Veröffentlichungen des Landesamtes für Archäologie mit Landesmuseum für Vorgeschichte. 39). Landesamt für Archäologie mit Landesmuseum für Vorgeschichte, Dresden 2003, ISBN 3-910008-53-4;
  - mit Esther M. Wesely-Arents: Band 5. (= Veröffentlichungen des Landesamtes für Archäologie mit Landesmuseum für Vorgeschichte. 48). Landesamt für Archäologie mit Landesmuseum für Vorgeschichte, Dresden 2005, ISBN 3-910008-67-4.
- mit Berthold Schmidt: Körperbestattungen der jüngeren Römischen Kaiserzeit und der Völkerwanderungszeit Mitteldeutschlands. Katalog (= Veröffentlichungen des Landesamtes für Denkmalpflege und Archäologie Sachsen Anhalt. Band 61). Landesamt für Denkmalpflege und Archäologie Sachsen-Anhalt/Landesmuseum für Vorgeschichte, Halle (Saale) 2008, ISBN 978-3-939414-10-0.

### Herausgeberschaften
- mit Morten Hegewisch: Günter Behm: Kultur und Stammesgeschichte der Elb-Havelgermanen des 3.–5. Jahrhunderts. Opfer und Magie im germanischen Dorf der römischen Kaiserzeit. (Neue Ausgrabungsergebnisse) = Studien zur Geschichte und Kultur der Germanen (= Beiträge zur Ur- und Frühgeschichte Mitteleuropas. 38). Beier und Beran, Langenweissbach 2004, ISBN 3-937517-09-X (Zugleich: Berlin, Universität, Dissertation, 1938 und Jena, Universität, Habilitations-Schrift, 1949).
- mit Michal Parczewski: Frühe Slawen in Mitteleuropa. Schriften von Kazimierz Godłowski (= Studien zur Siedlungsgeschichte und Archäologie der Ostseegebiete. 6). Wachholtz, Neumünster 2005, ISBN 3-529-01395-1.